# Panay

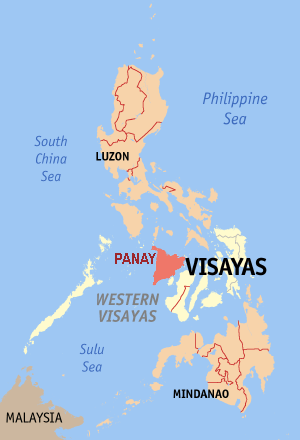
Panay tại Philippines

Panay là một hòn đảo rộng 12.011 km² của Philippines, đảo thuộc khu vực Visayas. Về hành chính, hòn đảo được chia thành bốn tỉnh: Aklan, Antique, Capiz, Iloilo. Phía tây bắc của Panay là đảo Mindoro và phía đông nam là đảo Negros. Giữa Negros và Panay là hòn đảo Guimaras, một tỉnh đảo của Philippines. Phía bắc Panay là biển Sibuyan và tỉnh đảo Romnlon, phía tây nam là biển Sulu và vịnh Panay.
Khi người Tây Ban Nha đến Panay từ Cebu năm 1569, họ phát hiện ra những cư dân với những hình xăm, sau đó họ gọi đảo là Isla de los Pintados. Tên của đảo hiện nay vẫn chưa xác định chắc chắn về nguồn gốc. Cái tên này được cho là lấy từ tên của điểm định cư sớm nhất của người Tây Ban Nha ở Philippines, thị trấn Pan-ay ở tỉnh Capiz và cũng có ý kiến cho rằng bứt nguồn từ tiếng của các cư dân bản địa hay của những người định cư Mã Lai vào thế kỷ 12. Dân số trên đảo tổng cộng là 3.973.877 (2007), mật độ 330,85 người/km².